# Real Madrid Baloncesto 2012-2013
Questa voce raccoglie le informazioni riguardanti il Real Madrid Baloncesto nelle competizioni ufficiali della stagione 2012-2013.

## Stagione
La stagione 2012-2013 del Real Madrid Baloncesto è la 57ª nel massimo campionato spagnolo di pallacanestro, la Liga ACB.
Ha vinto il campionato spagnolo, sconfiggendo in finale il Barcellona. Ha raggiunto la finale di Eurolega, nella quale a trionfare sono stati i greci dell'Olympiakos B.C.

## Roster
Aggiornato al 14 luglio 2019.
| Real Madrid 2012-13 | Real Madrid 2012-13 |
| Giocatori           | Staff tecnico       |
| ------------------- | ------------------- |

| N. | Naz.                                                  | Ruolo | Nome                  | Anno | Alt.   | Peso   |  |
| -- | ----------------------------------------------------- | ----- | --------------------- | ---- | ------ | ------ |  |
| 4  | Stati Uniti (bandiera) · Croazia (bandiera)           | P     | Dontaye Draper        | 1984 | 181 cm | 82 kg  |  |
| 5  | Spagna (bandiera)                                     | GA    | Rudy Fernández        | 1985 | 196 cm | 83 kg  |  |
| 7  | Lituania (bandiera)                                   | GA    | Martynas Pocius       | 1986 | 196 cm | 89 kg  |  |
| 8  | Spagna (bandiera)                                     | A     | Carlos Suárez         | 1986 | 203 cm | 104 kg |  |
| 9  | Spagna (bandiera)                                     | AG    | Felipe Reyes (C)      | 1980 | 204 cm | 112 kg |  |
| 11 | Spagna (bandiera)                                     | P     | Alberto Martín        | 1995 | 184 cm | 65 kg  |  |
| 12 | Montenegro (bandiera) · Spagna (bandiera)             | AG    | Nikola Mirotić        | 1991 | 208 cm | 105 kg |  |
| 13 | Spagna (bandiera)                                     | P     | Sergio Rodríguez      | 1986 | 191 cm | 88 kg  |  |
| 14 | Spagna (bandiera)                                     | C     | Guillermo Hernangómez | 1994 | 209 cm | 113 kg |  |
| 15 | Brasile (bandiera) · Spagna (bandiera)                | C     | Rafael Hettsheimeir   | 1986 | 208 cm | 118 kg |  |
| 16 | Bosnia ed Erzegovina (bandiera) · Slovenia (bandiera) | C     | Mirza Begić           | 1985 | 216 cm | 118 kg |  |
| 20 | Stati Uniti (bandiera) · Azerbaigian (bandiera)       | G     | Jaycee Carroll        | 1983 | 188 cm | 81 kg  |  |
| 21 | Stati Uniti (bandiera)                                | AP    | Tremmell Darden       | 1981 | 194 cm | 91 kg  |  |
| 23 | Spagna (bandiera)                                     | G     | Sergio Llull          | 1987 | 190 cm | 94 kg  |  |
| 44 | Stati Uniti (bandiera)                                | AC    | Marcus Slaughter      | 1985 | 204 cm | 107 kg |  |

| Allenatore                                                                                |
| - Pablo Laso                                                                              |
| Assistente/i                                                                              |
| - Jota Cuspinera - Hugo López Legenda - (C) Capitano - (IN) Inattivo - Infortunato Roster |

## Mercato

### Sessione estiva
| Acquisti | Acquisti         | Acquisti        | Acquisti      | Acquisti |
| R.a      | Nome             | da              | Modalità      |          |
| -------- | ---------------- | --------------- | ------------- | -------- |
| P        | Dontaye Draper   | Cedevita Junior | definitivo    |          |
| GA       | Rudy Fernández   | Denver Nuggets  | definitivo    |          |
| C        | Marcus Slaughter | Bamberger       | definitivo    |          |
| C        | Víctor Arteaga   | Valladolid      | fine prestito |          |

| Cessioni | Cessioni          | Cessioni        | Cessioni       | Cessioni |
| R.       | Nome              | a               | Modalità       |          |
| -------- | ----------------- | --------------- | -------------- | -------- |
| C        | Ante Tomić        | Barcellona      | fine contratto |          |
| AP       | Dani Díez         | San Sebastián   | prestito       |          |
| P        | Jorge Sanz        | Obradoiro       | prestito       |          |
| AC       | Novica Veličković | Free agent      | fine contratto |          |
| A        | Kyle Singler      | Detroit Pistons | fine contratto |          |
| C        | Víctor Arteaga    | Guadalajara     | fine contratto |          |

### Dopo l'inizio della stagione
| Acquisti | Acquisti            | Acquisti        | Acquisti        | Acquisti   |
| R.       | Nome                | da              | Data            | Modalità   |
| -------- | ------------------- | --------------- | --------------- | ---------- |
| C        | Rafael Hettsheimeir | Free agent      | 30 ottobre 2012 | definitivo |
| AP       | Tremmell Darden     | Žalgiris Kaunas | 11 marzo 2013   | definitivo |

| Cessioni | Cessioni | Cessioni | Cessioni | Cessioni |
| R.       | Nome     | a        | Data     | Modalità |
| -------- | -------- | -------- | -------- | -------- |